# Hössna prästgårds naturreservat

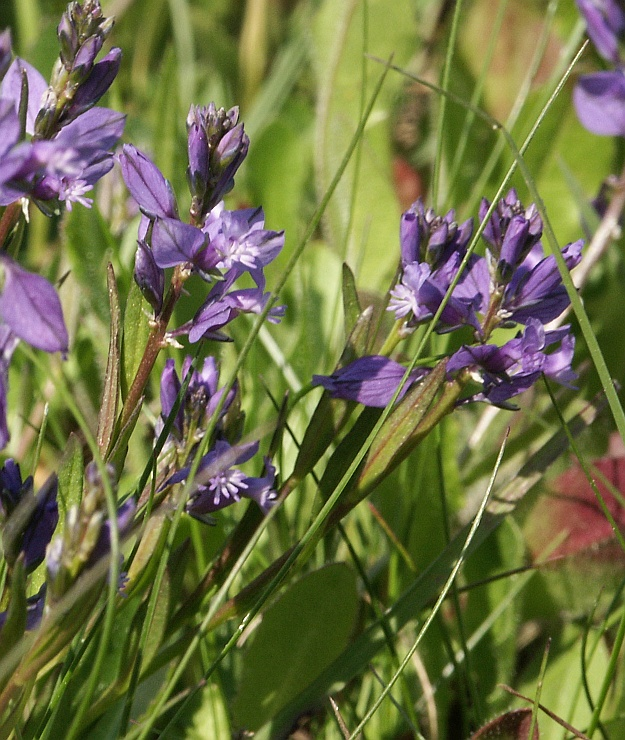
Jungfrulin

Hössna prästgård är ett naturreservat i Ulricehamns kommun i Västra Götalands län.
Reservatet ligger öster om Ulricehamn nära Hössna kyrka i Ätrans dalgång. Det är skyddat sedan 1998 och omfattar 61 hektar. Västra delen av området domineras av kalkrika grusavlagringar i form av åsar och kullar med artrik flora. Östra delen av området domineras av fuktiga marker med ett flertal mycket artrika och intressanta rikkärr. 
Den mest intressanta floran finns i rikkärren där kärrknipprot, fjällskära, axag och majviva växer. Där finns även mossor som grov källklomossa, piprensarmossa och kalklungmossa. I de torrare delarna av området kan man finna växter som trollsmultron, backsippa, slåttergubbe, fjällskära, kåltistel, smörboll och jungfrulin.
Naturreservatet har även flera spår av förhistoriska lämningar. Inom fornåkerområdet finns fyra gravar, en skålgropsten samt en hålväg registrerade.
Området ingår i EU:s ekologiska nätverk av skyddade områden, Natura 2000 och förvaltas av Västkuststiftelsen.